# بلاغوداتنويي (ستافروبول)
بلاغوداتنويي (بالروسية: Благодатное) هي مدينة في مقاطعة ستافروبول كراي في روسيا.
يبلغ عدد سكانها حوالي 5085  نسمة.